# Formidabilul
Formidabilul (în engleză Hot Shots!) este un film de comedie american din 1991 regizat de Jim Abrahams.

## Distribuție
- Charlie Sheen: LT Sean "Topper" Harley
- Cary Elwes: LT Kent Gregory
- Valeria Golino: Ramada Thompson
- Lloyd Bridges: RADM Thomas "Tug" Benson
- Kevin Dunn: LCDR James Block
- Jon Cryer: LT Jim "Wash Out" Pfaffenbach
- William O'Leary: LT Pete "Dead Meat" Thompson
- Kristy Swanson: Kowalski
- Efrem Zimbalist, Jr.: Wilson
- Bill Irwin: Leland "Buzz" Harley
- Ryan Stiles: Dominic "Mailman" Farnham
- Heidi Swedberg: Mary Thompson
- Rino Thunder: Owatonna 'The Old One'
- Charles Barkley
- Don Lake: Roy
- Cylk Cozart: Drill Sergeant
- Bill Laimbeer
- Jerry Haleva: Saddam Hussein
- Gene Greytak: Papa Ioan Paul al II-lea